# Costanana apicata
Costanana apicata är en insektsart som beskrevs av Delong och Wolda 1983. Costanana apicata ingår i släktet Costanana och familjen dvärgstritar. Inga underarter finns listade i Catalogue of Life.